# Ita-Djèbou
Ita-Djèbou ist ein Arrondissement im Departement Plateau im westafrikanischen Staat Benin. Es ist eine Verwaltungseinheit, die der Gerichtsbarkeit der Kommune Sakété untersteht.

## Demografie und Verwaltung
Gemäß der Volkszählung 2013 des beninischen Statistikamtes INSAE hatte das Arrondissement 20.140 Einwohner, davon waren 9396 männlich und 10.744 weiblich.
Von den 80 Dörfern und Quartieren der Kommune Sakété entfallen zwölf auf Ita-Djèbou:
1. Adjégounlè
2. Araromi Ita-Akadi
3. Attan Okouta-Kadjola
4. Attan-Onibédji
5. Ayétoro Oké Awo
6. Igba
7. Igbo-Assan
8. Igbo-Abikou
9. Igbola
10. Illako Faadji-Ita AKpinty
11. Iwéré
12. Makpohou